# Meditazioni cartesiane
Le Meditazioni cartesiane (in tedesco Cartesianische Meditationen) sono un libro del filosofo tedesco Edmund Husserl.

## Contenuto
Il testo, il cui titolo fa riferimento alle Meditazioni metafisiche di Cartesio, si basa su quattro lezioni tenute da Husserl nell'Amphithéâtre Descartes della Sorbona tra il 23 e il 25 febbraio 1929. Nel corso dei due anni successivi, Husserl e il suo assistente Eugen Fink ampliarono ed elaborarono il testo di tali lezioni, fino a ricavarne un testo che fu pubblicato per la prima volta nel 1931 nella traduzione francese di Gabrielle Peiffer ed Emmanuel Lévinas con il supporto di Alexandre Koyré. Furono pubblicate in tedesco, insieme agli originali Pariser Vortrage (Discorsi parigini) nel 1950, mentre soltanto nel 1960 uscì la traduzione inglese curata da Dorion Cairns e basata su un dattiloscritto del testo che Husserl aveva designato nel 1933 espressamente per Cairns.
Le Meditazioni cartesiane non furono mai pubblicate in tedesco durante la vita di Husserl, un fatto che condusse alcuni interpreti a dedurne che Husserl era diventato insoddisfatto del lavoro in rapporto allo scopo che si era prefisso, ovvero in relazione al tentativo di realizzare un'introduzione alla fenomenologia trascendentale. Il testo svolge il compito di presentare le caratteristiche principali della fenomenologia trascendentale "matura" di Husserl, tra cui la riduzione trascendentale, l'epoché, la fenomenologia statica e genetica, la riduzione eidetica e la fenomenologia eidetica. Nella Quarta meditazione Husserl giunge infine a sostenere che la fenomenologia trascendentale altro non sia se non l'idealismo trascendentale.